# Isabelle Daniels
Isabelle Francis Daniels, po mężu Holston (ur. 31 lipca 1937 w Jakin, zm. 8 września 2017 w Atlancie) – amerykańska lekkoatletka, która specjalizowała się w biegach sprinterskich.
W 1955 zdobyła złoty medal w biegu rozstawnym 4 × 100 metrów oraz srebrny w biegu na 60 metrów podczas igrzysk panamerykańskich. Rok później na igrzyskach olimpijskich w Melbourne indywidualnie była czwarta w biegu na 100 metrów, a wraz z koleżankami z reprezentacji zdobyła brązowy medal w sztafecie 4 × 100 metrów (na metę Amerykanki wbiegły za Australią i Wielką Brytanią, a wszystkie trzy zespoły uzyskały czasy lepsze od ówczesnego rekordu świata). Na kolejnych igrzyskach obu Ameryk w roku 1959 wygrała bieg na 60 metrów, zdobyła złoto w sztafecie oraz była druga na dystansie 200 metrów. Uczestniczka meczów międzypaństwowych, rekordzistka kraju, kilkunastokrotna mistrzyni USA.
Rekordy życiowe: bieg na 100 metrów – 11,6 (1956); bieg na 200 metrów – 23,6 (1959).